# Cladrastis sinensis
Cladrastis sinensis är en ärtväxtart som beskrevs av William Botting Hemsley. Cladrastis sinensis ingår i släktet Cladrastis och familjen ärtväxter. Inga underarter finns listade i Catalogue of Life.

## Bildgalleri

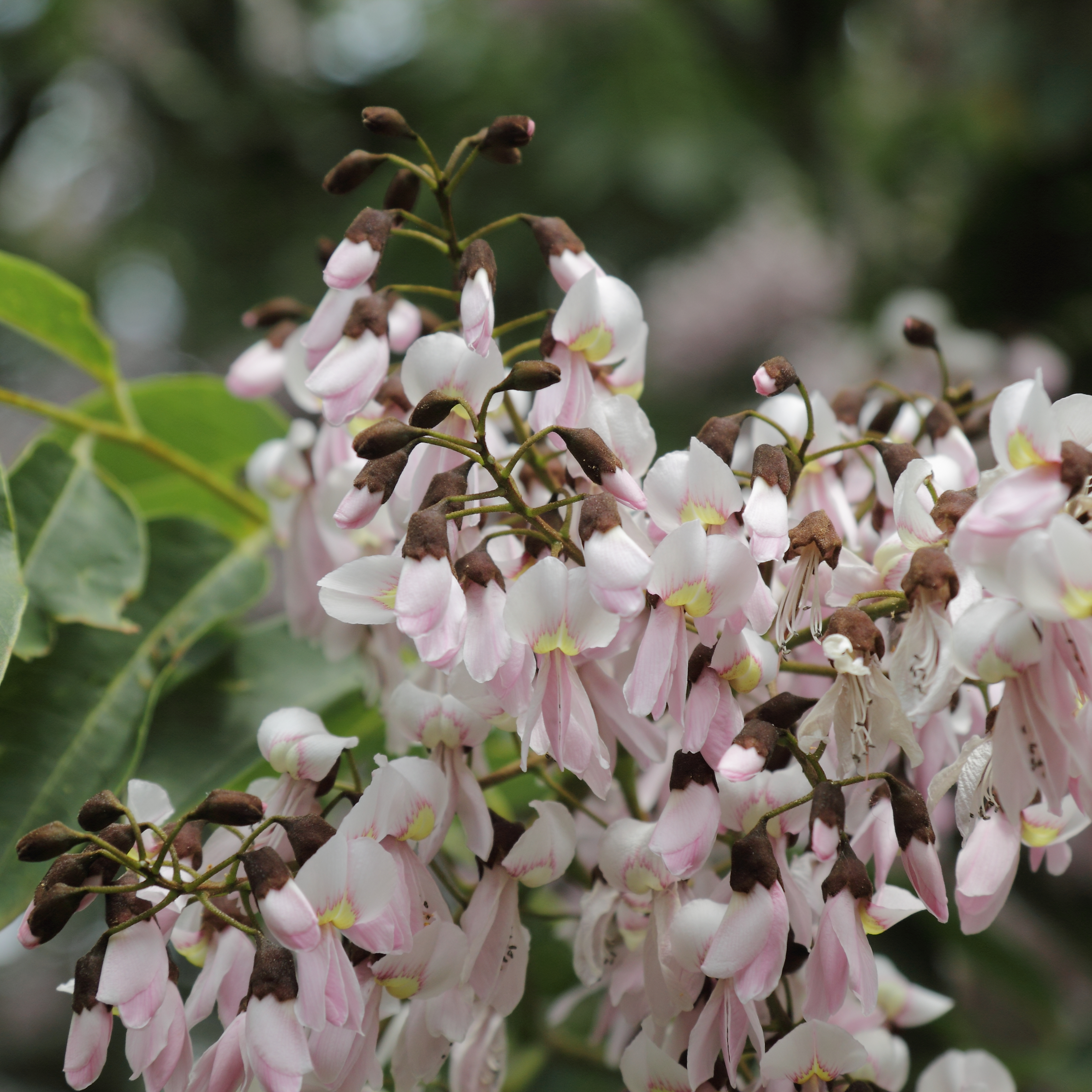